# Thomas McMahon
Thomas McMahon (nacido en 1948) fue un voluntario en la Brigada South Armagh del Ejército Republicano Irlandés Provisional (IRA) y fue uno de los fabricantes de bombas más experimentados del IRA. McMahon fue condenado por el Asesinato de Luis Mountbatten y otras tres personas frente a la costa de Mullaghmore, condado de Sligo, en el oeste de Irlanda.

## Actividad en el IRA
McMahon colocó una bomba en Shadow V, un barco pesquero de 27 pies (8,2 m) propiedad de Mountbatten en Mullaghmore, condado de Sligo, cerca de la bahía de Donegal. Luis Mountbatten falleció el 27 de agosto de 1979 por la explosión de una bomba junto con otras tres personas: Doreen Knatchbull (suegra de la hija mayor de Mountbatten); su nieto Nicholas Knatchbull; y un tripulante de 15 años, Paul Maxwell. McMahon fue arrestado por la Gardaí (la fuerza policial de la República de Irlanda) en un puesto de control de la Garda entre Longford y Granard bajo sospecha de conducir un vehículo robado dos horas antes de que detonara la bomba. El IRA se atribuyó la responsabilidad del atentado en un comunicado emitido inmediatamente después que decía: "Esta operación es una de las formas discriminatorias en que podemos llamar la atención del pueblo inglés sobre la continua ocupación de nuestro país".
McMahon fue juzgado por los asesinatos en la República de Irlanda y condenado por pruebas forenses proporcionadas por James O'Donovan que mostraban manchas de pintura del barco y rastros de nitroglicerina en su ropa. Aunque fue declarado culpable de asesinato el 23 de noviembre de 1979 y condenado a cadena perpetua, cumplió menos de 20 años porque fue puesto en libertad en 1998 según los términos del Acuerdo de Viernes Santo.

## Vida después de prisión
Después de su liberación, Toby Harnden en Bandit Country informó que McMahon estaba sosteniendo un tricolor en el primer rango del partido de color del IRA en una reunión del IRA de 1998 en Cullyhanna. Sin embargo, según un informe de la BBC, McMahon ha dicho que dejó el IRA en 1990.
En dos ocasiones se negó a reunirse con el padre de Paul Maxwell, John, quien lo buscó para explicarle las razones de la muerte de su hijo. En una entrevista para The Telegraph en 2009, Maxwell afirmó que había "realizado dos acercamientos a McMahon, el primero a través de un sacerdote, quien me advirtió de antemano que pensaba que no habría ninguna respuesta positiva. Y no la hubo". "Tengo algunas reservas sobre conocerlo, obviamente, podría funcionar de tal manera que me arrepienta de haber hecho el contacto. Por otro lado, si nos conociéramos y pudiera incluso comenzar a entender su motivación. Si pudiéramos encontrarnos en algún tipo de nivel humano, de hombre a hombre, podría ayudarme a aceptarlo. Pero eso podría ser muy optimista. McMahon sabe que la puerta está abierta en este extremo".
Su esposa ha declarado: "Tommy nunca habla de Mountbatten, solo de los niños que murieron. Tiene un remordimiento genuino. Oh, Dios, sí".
A partir del 2009, McMahon vivía con su esposa en un búngalo en la ladera de una colina en Lisanisk, Carrickmacross, condado de Monaghan.  Tiene dos hijos mayores. Ayudó con la campaña presidencial de Martin McGuinness en el 2011, erigiendo carteles de McGuinness alrededor de Carrickmacross, y también hizo campaña para Matt Carthy del Sinn Féin en las elecciones al Parlamento Europeo del 2014.